# Ascort
Der Ascort ist ein Personenkraftwagen, der vom australischen Karosseriebauer Continental Coachwork in Sydney in den Jahren 1958 bis 1960 hergestellt wurde. 

## Beschreibung
Es handelt sich im Grunde um einen VW Käfer, der in ein viersitziges Sportcoupé verwandelt wurde. Er hatte eine geräumige, doppellagige GFK-Karosserie und sah dem VW Karmann Ghia aus den 1970er-Jahren sehr ähnlich. Bei einem Radstand von 2400 mm waren die Fahrzeuge 4000 mm lang, 1575 mm breit und 1448 mm hoch. Der 1,2-Liter-Vierzylinder-Boxermotor-Motor wurde mit einem Leistungskit von Okrasa getunt und leistete 54 PS (40 kW). Das Leergewicht betrug 740 kg, was für ein beeindruckendes Beschleunigungsvermögen sorgte. Insgesamt wurden mehr als 12 Exemplare gebaut. Der Ascort erreichte eine Höchstgeschwindigkeit von 153 km/h. Es gab auch Pläne, ein 1,5-Liter-Triebwerk mit 70 PS (51 kW) einzubauen, das für eine Höchstgeschwindigkeit jenseits der 160 km/h gesorgt hätte, aber dazu kam es nie.